# Ziger (Berg)
Der Ziger ist ein 2074 m ü. M. hoher Berg in der Flumserberg-Region im Schweizer Kanton St. Gallen.
Der Berg liegt auf einem Grat zwischen Maschgenkamm und Leist auf der Grenze zwischen den Gemeinden Quarten und Flums. Die bekannte 7-Gipfel-Tour führt unter anderem über seinen Gipfel.